# Последний дом на тупиковой улице
«Последний дом на тупиковой улице» (англ. Last House on Dead End Street) — американский эксплуатационный фильм ужасов 1973 года, написанный, спродюсированный и срежиссированный Роджером Уоткинсом (под псевдонимом Виктор Янош). В центре сюжета бывший заключенный (также играет Уоткинс), который решает отомстить обществу, похитив четырёх знакомых и запечатлеть их убийства на киноплёнку.
Уоткинс, студент Государственного Университета Нью-Йорка в Онеонте, разработал концепцию фильма после прочтения биографии Чарльза Мэнсона «Семья» (1971) Эда Сандерса. Актёрский состав представлял собой студентов театрального факультета университета, Уоткинс снял фильм внутри неиспользуемого здания на территории университетского кампуса зимой 1972 года, с бюджетом около 3000 долларов.
Впервые фильм был показан на Каннском и Берлинском кинофестивалях 1973 года под названием «Адские часы с кукушкой» (англ. The Cuckoo Clocks of Hell), его продолжительность составляла примерно три часа (данная версия не сохранилась). Урезанная версия фильма была выпущена в кинотеатрах в 1977 году под названием «Дом веселья» (англ. The Fun House). В 1979 году Cinematic Releasing Corporation приобрела права на распространение фильма и выпустила фильм под названием «Последний дом на тупиковой улице» (явный референс к фильму «Последний дом слева» Уэса Крейвена).
В течение долгого времени после выхода фильма, он становился предметом различных слухов и домыслов о том, кто создал и снялся в нём, поскольку весь актёрский состав и команда были указаны в титрах под вымышленными именами. Данный факт породил предположение, что в фильме могли изображаться реальные сцены убийств. В 2000 году Уоткинс на публике впервые представил себя в качестве режиссёра, сценариста и актёра главной роли. Два года спустя фильм был выпущен на DVD, где также впервые были раскрыты реальные имена участников съёмок. Фильм продолжает оставаться предметом дискуссий среди киноведов, во многом благодаря своим метафильмическим качествам, сюрреалистическим образам и темам, связанным с эстетизацией насилия в кино.

## Сюжет
Терри Хокинс только что вышел из тюрьмы, проведя год за решеткой по обвинению в хранении наркотиков. Любитель кинематографа, Терри ранее снимал порнографические фильмы, но так и не смог продать. Убеждённый в том, что современная аудитория жаждет более экстремального контента, Терри решает сделать настоящий снафф-фильм. После выбора большого заброшенного колледжа в качестве места съёмок своего фильма Терри получает финансирование от ничего не подозревающей кинокомпании, управляемой открытым геем кинорежиссёром по имени Стив Рэндалл. Терри собирает группу разных женщин и мужчин — некоторые из них являются любителями кино — которые готовы помочь в создании фильма. Среди них кинорежиссёр Билл Дрексел, непрофессиональные актрисы Кэти и её подруга Патриция, а также Кен, один из давних знакомых Терри и бывший порноактёр.
Для своей первой сцены Патриция и Кэти, одетые в полупрозрачные пластиковые маски, заманивают слепого сторожа здания. Женщины ласкают его перед тем, как Терри, надев маску из греческой трагедии, душит мужчину до смерти, а Билл снимает убийство. Тем временем порнографический режиссёр Джим Палмер, знакомый Стива, с нетерпением ждет окончания вечеринки, на которой он присутствует; его жена Нэнси с раскрашенным в чёрное лицом в это время подвергается жестоким пыткам перед гостями вечеринки как часть сексуальной игры. Джим жалуется Стиву, что вкусы людей «всё труднее удовлетворять». На следующий день Терри приходит в дом Джима и Нэнси, но застаёт только Нэнси. Он представляется как общий друг Кена, с которым Нэнси ранее снималась в фильмах для взрослых. Терри быстро соблазняет Нэнси, прежде чем показать ей кадры убийства слепого человека в попытке убедить её спросить Джима, будет ли он инвестировать его картину. Она потрясена тем, насколько реалистично выглядят кадры; Терри признается, что это на самом деле случилось, и насилует её.
На следующее утро Терри звонит Стиву и просит его зайти в здание, чтобы посетить съёмочную площадку; он также спрашивает о молодой актрисе по имени Сьюзи Ноулз для роли в его фильме. Стив прибывает позже той же ночью и сталкивается с Терри и его командой внутри здания, все одеты в маски. Стив теряет сознание и просыпается, обнаружив себя связанным рядом с Нэнси и Сьюзи. Терри и его команда ставят клеймо на Сьюзи, а затем перерезают ей горло. Позже Терри встречается с Джимом в его офисе и похищает его. Вернувшись в здание, Терри и его команда избивают Джима до смерти, всё это вновь фиксируется на плёнку. Затем они берут потерявшую сознание Нэнси и привязывают её к большому обеденному столу. Она просыпается от того, что Терри ножовкой отпиливает ей ноги, а затем потрошит её с помощью садовых ножниц. Во время нанесения увечий они периодически приводят её в сознание с помощью нюхательной соли, прежде чем она истечет кровью.
Затем Терри и его команда возвращаются к Стиву, которого пугают трупом слепого сторожа. Стив бежит через здание и сталкивается в подвале с Терри, который прижимает его к земле. Билл выходит из темного коридора со своей камерой, а Кэти и Патриция насмехаются над Стивом. Патриция снимает маску и блузку, обнажая грудь. Она расстегивает брюки, обнажая расчлененное козье копыто, которому Стива заставляют сделать минет. Стив убегает, но оказывается загнанным в угол в пустой комнате, где внезапно загорается ряд прожекторов. Терри и его команда, вооруженные электрической дрелью, приближаются к Стиву, вонзая сверло в его глазницу и убивая его. Один за другим они медленно отходят от тела Стива и исчезают в темноте.
Когда сцена завершается, голос за кадром сообщает, что Терри, Билл, Кен, Патриция и Кэти были задержаны и находятся в тюрьме штата.

## В ролях
- Роджер Уоткинс (в титрах — Стивен Моррисон) — Терренс «Терри» Хокинс
- Кен Фишер (в титрах — Деннис Кроуфорд) — Кен Харди
- Билл Шлагетер (в титрах — Лоуренс Борнман) — Билл Дрексель
- Кэти Куртин (в титрах — Джанет Сорли) — Кэти Хьюз
- Пэт Канестро (в титрах — Элейн Норкросс) — Патрисии Кан
- Стив Свити (в титрах — Алекс Кригар) — Стив Рэндалл
- Эдвард Э. Пиксли (в титрах — Фрэнклин Стац) — Джим Палмер
- Нэнси Вруман (в титрах — Барбара Амундсен) — Нэнси Палмер
- Сьюзи Ноймайер (в титрах — Джеральдин Сондерс) — Сьюзи Ноулз
- Пол М. Дженсен (в титрах — Пол Филлипс) — слепой
- Кен Роуз (в титрах — Рональд Купер) — Уиппер

## Производство

### Концепция и съёмки
Фильм был задуман Роджером Уоткинсом в 1972 году, когда он был студентом Университета штата Нью-Йорк в Онеонте. При написания сценария, Уоткинс вдохновился биографией Чарльза Мэнсона «Семья» (1971) Эда Сандерса, которая была посвящена также убийствам в Южной Калифорнии. Проект изначально задумывался как биографический фильм о «Семье» Мэнсона, но превратился в полнометражный фильм о бывшем заключенном, который решает снимать снафф-фильмы. Хотя Уоткинс изучал английскую литературу в университете, он также интересовался кинематографом и подружился с несколькими студентами на факультете кинематографии того же университета. Благодаря мероприятиям, спонсируемым департаментом кино, Уоткинс смог встретиться с режиссёрами Отто Преминджером и Николасом Рэем, которыми он восхищался. Преминджер проникся симпатией к Уоткинсу и подарил ему камеру Bolex, которую Уоткинс использовал для съёмки снафф-фильмов, показанных в «Последнем дом на тупиковой улице».
При кастинге фильма Уоткинс занял главную роль Терри, а остальной актёрский состав состоял исключительно из нынешних или бывших студентов театрального факультета. Фильм был снят в декабре 1972 года в заброшенном здании университетского кампуса, известном как «Олд-Мейн». Здание, заброшенное в то время, было снесено в 1977 году. Позже Уоткинс рассказал, что во время съёмок фильма у него была наркотическая зависимость, и что только 800 долларов из 3000 долларов бюджета были фактически потрачены на создание фильма; оставшиеся 2200 долларов были использованы для покупки наркотиков. Рабочее название фильма было «И в час нашей смерти» (англ. And at the Hour of our Death).

### Саундтрек
Из-за бюджетных ограничений большинство партитур и звуковых эффектов фильма были получены от композитора и этномузыковеда Дэвида Фэншоу через аудиотеку EMI Production Music. В дополнение к синтезаторным пьесам музыкальная партитура включает в себя григорианские песнопения и прочий эмбиент. Оригинальная музыкальная партитура фильма была впервые выпущена на виниле 12 февраля 2016 года независимыми лейблами Vombis и Light in The Attic.
Список композиций
| №                   | Название                 | Длительность |
| ------------------- | ------------------------ | ------------ |
| 1.                  | «Pulse Of Terror»        | 2:23         |
| 2.                  | «Electrofear»            | 2:29         |
| 3.                  | «Occult»                 | 2:58         |
| 4.                  | «Space Movement»         | 1:50         |
| 5.                  | «Psycho Theme»           | 1:22         |
| 6.                  | «Pulse of Fear»          | 2:23         |
| 7.                  | «Beat Me 'Till I’m Blue» | 2:43         |
| 8.                  | «Agonythm»               | 2:21         |
| 9.                  | «Dawn Odyssey»           | 2:36         |
| 10.                 | «Destructive Powers»     | 2:24         |
| 11.                 | «Cybernetics Fast»       | 1:20         |
| 12.                 | «Terror Noises»          | 1:44         |
| 13.                 | «Dark Vibrations»        | 1:30         |
| 14.                 | «Nightmare»              | 0:44         |
| 15.                 | «Transformation Odyssey» | 2:38         |
| 16.                 | «Celestial Cantabile»    | 2:23         |
| 17.                 | «Omination»              | 2:12         |
| Общая длительность: | Общая длительность:      | 36:00        |

## Релиз

### Кинотеатральный релиз
Оригинальная версия фильма имела продолжительность 175 минут и получила название «Адские часы с кукушкой», вдохновлённое цитатой из романа Курта Воннегута «Мать Тьма» (1962). Данная версия демонстрировалась на Каннском кинофестивале в 1 мае 1973 года, а затем на Берлинском кинофестивале 14 июля. По словам Уоткинса, показы в Нью-Йорке и Чикаго сопровождались беспорядками, чикагский кинотеатр даже был подожжён. Данная версия фильма не сохранилась, а исходные негативы были уничтожены. Вскоре фильм вовсе перестал демонстрироваться после того, как одна из актрис подала в суд на Уоткинса, опасаясь, что обнажённая сцена в фильме помешает её шансам добиться успеха в качестве бродвейской актрисы.
В мае 1977 года фильм был выпущен в усечённом варианте под названием «Дом веселья». Показ проходил в автокинотеатрах по всему Коннектикуту, в Шривпорте, Луизиана,, и Миллвилле, Нью-Джерси. Также он демонстрировался подобным образом в Итаке, Нью-Йорк, в июне 1977, вместе с другим фильмом «Печать Дьявола». Независимый кинопрокатчик Cinematic Releasing Corporation впоследствии приобрёл права на фильм и переиздал его уже в 1979 году под названием «Последний дом на тупиковой улице», играя на популярности фильма «Последний дом слева» Уэса Крейвена. Местный историк Билл Лэндис обратил внимание, что во время показов фильма в Нью-Йорке, которые происходили в первую очередь в грайндхаусах на Таймс-Сквер, «люди были потрясены и их мутило, но всё равно не покидали свои места». В Соединённом Королевстве фильм был запрещён Британским советом по классификации фильмов.

### Домашнее видео
«Последний дом на тупиковой улице» распространялся на пиратских видеокассетах в Соединённых Штатах венесуэльским дистрибьютором в конце 1980-х и начале 1990-х годов.
Двухдисковое издание фильма на DVD было выпущено в 2002 году компанией Barrel Entertainment. На диске присутствуют комментарии режиссёра Уоткинса. Это издание также было выпущено в Австралии компанией Hard Corps Entertainment. Отдельное DVD-издание было выпущено в Соединённом Королевстве в рамках серии Grindhouse Tartan Films.
В 2015 году в интервью Джо Рубин, совладелец компании Vinegar Syndrome, заявил, что компания готовит ремастеринговую версию фильма для релиза на Blu-ray.